# Selbstbeobachtung
Selbstbeobachtung oder Introspektion bedeutet nach innen gerichtete Beobachtung. Sie dient dazu, das eigene Erleben und Verhalten zu betrachten, zu beschreiben und zu analysieren, und kann so zu Selbsterkenntnis führen.
Selbstbeobachtung ist zusammen mit der Selbstwahrnehmung für die eigene Bewusstseinsbildung und das Selbstbewusstsein unentbehrlich. Daher ist sie ein wichtiger Aspekt in der Meditation, der Philosophie und auch der Psychologie (z. B. bei psychotherapeutischen Verfahren). Seit der Antike verwenden Menschen ein Hypomnema (ein Notizbuch als materielles Gedächtnis gelesener, gehörter und gedachter Dinge) oder ein Tagebuch als Hilfsmittel zur Selbstbeobachtung.

## Begriffliche Klärungen

### Subjekt und Objekt
Da unter Beobachtung die planmäßige, zielgerichtete und aufmerksame Wahrnehmung von Vorgängen oder Gegenständen (bzw. Objekten) verstanden wird, erscheint die „Selbstbeobachtung“ zunächst als Widerspruch in sich. Selbst und Objekt (bzw. Subjekt und Objekt) sind schließlich in sich gegensätzlich bzw. stellen einen notwendigen Unterschied in der Perspektive der Beobachtung oder der Wahrnehmung dar. Andererseits sind beide Seiten dieses Wahrnehmungsprozesses notwendig miteinander verbunden und aufeinander bezogen. Dem Problem dieses logischen Widerspruchs einerseits und des inneren Beziehungsverhältnisses andererseits kann die Selbstbeobachtung zwar nicht entkommen, kann sich dabei jedoch gewisser Kunstgriffe bedienen. Diese erfordern eine Überwindung der sogenannten Subjekt-Objekt-Spaltung, die sich selbst phänomenverändernd auswirken kann. Dieser Schwierigkeit einer Spaltung kann durch den Versuch eines Oszillierens zwischen beiden Haltungen der Subjektivität und Objektivität begegnet werden, was methodisch zwar stets zu unsicheren, aber doch mehr oder weniger wahrscheinlichen und einleuchtenden Ergebnissen führt. Hans-Georg Gadamer betrachtet die schrittweise Überwindung der Gegensätzlichkeit des subjektiven Meinens und der objektiven Sachlichkeit als Teil der hermeneutischen Aufgabe (siehe Hermeneutischer Zirkel). Sie gilt nicht nur für die Meinung des anderen, sondern auch für die Interpretation der Beobachtungen des eigenen Selbst. Es bedarf demnach keiner Selbstauslöschung zur Wahrung der sachlichen „Neutralität“.

### Selbstbeobachtung und Selbstwahrnehmung
Selbstbeobachtung ist die allgemeine Bezeichnung für jede Aktivität, die auf innere Erfahrung gerichtet ist. Selbstwahrnehmung ist die spezielle Bezeichnung für Erfahrungen hinsichtlich der besonderen Qualitäten der eigenen Person, der Persönlichkeit oder des Selbst.

## Entwicklung
Selbstbeobachtung ist ein Mittel, um Selbsterkenntnis zu gewinnen, und somit eine uralte Forderung der Philosophie („Erkenne Dich selbst“). Um aber gesicherte Erkenntnisse für eine Wissenschaft innerer Erfahrungen – im Sinne einer Wissenschaft der Psychologie – zu liefern, war die Methode der Selbstbeobachtung erheblichen Zweifeln ausgesetzt bereits seitens der skeptischen Philosophie in der Antike (Sophistik, Pyrrhon von Elis, Sextus Empiricus). Auch Immanuel Kant (1724–1804) teilte solche Zweifel. Er stellte fest, dass […] 

„die Beobachtung an sich [selbst] schon den Zustand des beobachteten Gegenstandes alteriert und verstellt. Sie kann daher niemals etwas mehr als eine historische, und, als solche, so viel möglich systematische Naturlehre des inneren Sinnes, d. i. eine Naturbeschreibung der Seele, aber nicht Seelenwissenschaft, ja nicht einmal psychologische Experimentallehre werden; […]“

Selbstbeobachtung ist das Gegenstück der Empathie. Empathie kann jedoch auf Selbstbeobachtung aufbauen. Dies sei anhand eines Beispiels wie folgt verdeutlicht:
Am 15. Oktober 1897 schrieb Sigmund Freud an seinen Freund Fließ:

„Ein einziger Gedanke von allgemeinem Wert ist mir aufgegangen. Ich habe die Verliebtheit in die Mutter und die Eifersucht gegen den Vater auch bei mir gefunden und halte sie jetzt für ein allgemeines Ereignis früher Kindheit […] Wenn das so ist, so versteht man die packende Macht des König Ödipus trotz aller Einwendungen, die der Verstand gegen die Fatumsvoraussetzung erhebt, und versteht, warum das spätere Schicksalsdrama so elend scheitern mußte. Gegen jeden willkürlichen Einzelzwang […] bäumt sich unsere Empfindung, aber die griechische Sage greift einen Zwang auf, den jeder anerkennt, weil er dessen Existenz in sich verspürt hat.“

Freud gilt als Begründer der Selbstanalyse. Empathie und Introspektion werden als die „stolzesten Errungenschaften“ der Psychoanalyse angesehen. Noch in den 1950er und 1960er Jahren wurde die Selbstbeobachtung von einigen Psychologen als wissenschaftliche Methode verteidigt (siehe dazu Albert Wellek, Universität Mainz). Der Behaviorismus stellt diese Entwicklung erneut infrage, ähnlich wie bereits zuvor die antike skeptische Philosophie.

## Esoterik
Der Introspektion entspricht das Svadhyaya (Selbsterforschung) der Niyama-Stufe des Ashtanga Yoga des Patanjali.
In der weißen Magie wird die Introspektion zur Selbsterkenntnis und Kontrolle der negativen Aspekte der vier sog. Elementeprinzipien und letztendlich zur Erlangung des magischen Gleichgewichtes verwendet. Franz Bardon hat diese Praxis in seinem Weg zum Wahren Adepten ausführlich erläutert.

## Epistemologische Bedeutung
Die Problematik wissenschaftlicher Zuverlässigkeit der Beobachtung und erst recht der Selbstbeobachtung ist wie bereits angedeutet Gegenstand erkenntnistheoretischer Auseinandersetzungen. Umstritten ist hier stets der Weg zur Theorie- und Bedeutungsfindung. Goethe hat dies auf eine kurze Formel gebracht, die natürlich auch auf die Methode der Selbstbeobachtung anwendbar ist:
„Jedes Ansehen geht über in ein Betrachten, jedes Betrachten in ein Sinnen, jedes Sinnen in ein Verknüpfen, und so kann man sagen, daß wir schon bei jedem aufmerksamen Blick in die Welt theoretisieren.“ Die französische Sprache zeigt diesen Zusammenhang in der Gegenüberstellung von signe - signification, was mit „sinnlich wahrnehmbarem Phänomen“ und dessen Bedeutung übersetzbar wäre. Siehe auch Signifikant und Signifikat.
Kritik an der Methode der Selbstbeobachtung ist somit identisch mit der an der eher subjektivierenden Methode der Verstehenden Psychologie (Wilhelm Dilthey), Psychoanalyse (Sigmund Freud), an der existentiell-phänomenologisch orientierten psychologischen Anthropologie (Ronald D. Laing und Hubertus Tellenbach) einerseits, aber auch an der Experimentellen Psychologie andererseits, die Selbstbeobachtung in einer eher interaktiv-verobjektivierenden Art und Weise zur Methode ihrer Wahl erhob.
Die Verstärkung des geisteswissenschaftlichen Ansatzes in der Psychologie seit 1920, noch mehr seit 1945 führt Klaus Dörner darauf zurück, dass man der Naturwissenschaft die destruktive Seite der Dialektik der Aufklärung anlastete. Die Psychologie der Selbstbeobachtung stellt sich in diesem Licht natürlich als Ausdruck der Romantik dar. Auch Mario Erdheim sieht die Entwicklung der Psychoanalyse in diesem zeitgeschichtlichen Zusammenhang, speziell in dem der Wiener Décadence. Zeitgeschichtlich verständlich erscheint daher auch, dass Dilthey die Erkenntnisquelle der Autobiographie im Sinne der Verstehenden Psychologie durchaus positiv betont. Dennoch erscheint das naturwissenschaftlich geprägte Weltbild in erster Linie dafür verantwortlich, dass Begriffe wie Selbstbeobachtung und Selbsterkenntnis um 1970 in Deutschland nicht zu den fachlichen Grundbegriffen der akademischen Psychologie gezählt wurden und in gängigen psychologischen Wörterbüchern als Stichwort überhaupt fehlten. Nur die tiefenpsychologischen Schulen bestehen weiter auf einer Lehranalyse.
Dass jede Selbstbeobachtung auch die Möglichkeit der Selbsttäuschung in sich einschließt, ist auch klinisch tätigen Allgemeinärzten, Psychiatern und Psychologen bekannt. „Vermehrte Selbstbeobachtung“ gilt daher als umschreibender Ausdruck für Hypochondrie und Überbewertung von Krankheitssymptomen (Aggravation).
Der Wissenschaftler kann weder die Validität noch die Reliabilität der Selbstbeobachtung beurteilen, wobei eine gewisse Standardisierung und damit eine Erfüllung der Gütekriterien, z. B. der Validität, der Reliabilität oder der Objektivität, durch eine Normierung der Induktions- sowie Registrier- bzw. Protokollierungsmittel erreicht würde.